# یواس‌اس هفبیک (اس‌اس-۳۵۲)
یواس‌اس هفبیک (اس‌اس-۳۵۲) (به انگلیسی: USS Halfbeak (SS-352)) یک زیردریایی بود که طول آن ۳۱۱ فوت ۹ اینچ (۹۵٫۰۲ متر) بود. این زیردریایی در سال ۱۹۴۶ ساخته شد.